# Islas del Atlántico Sur (departamento)

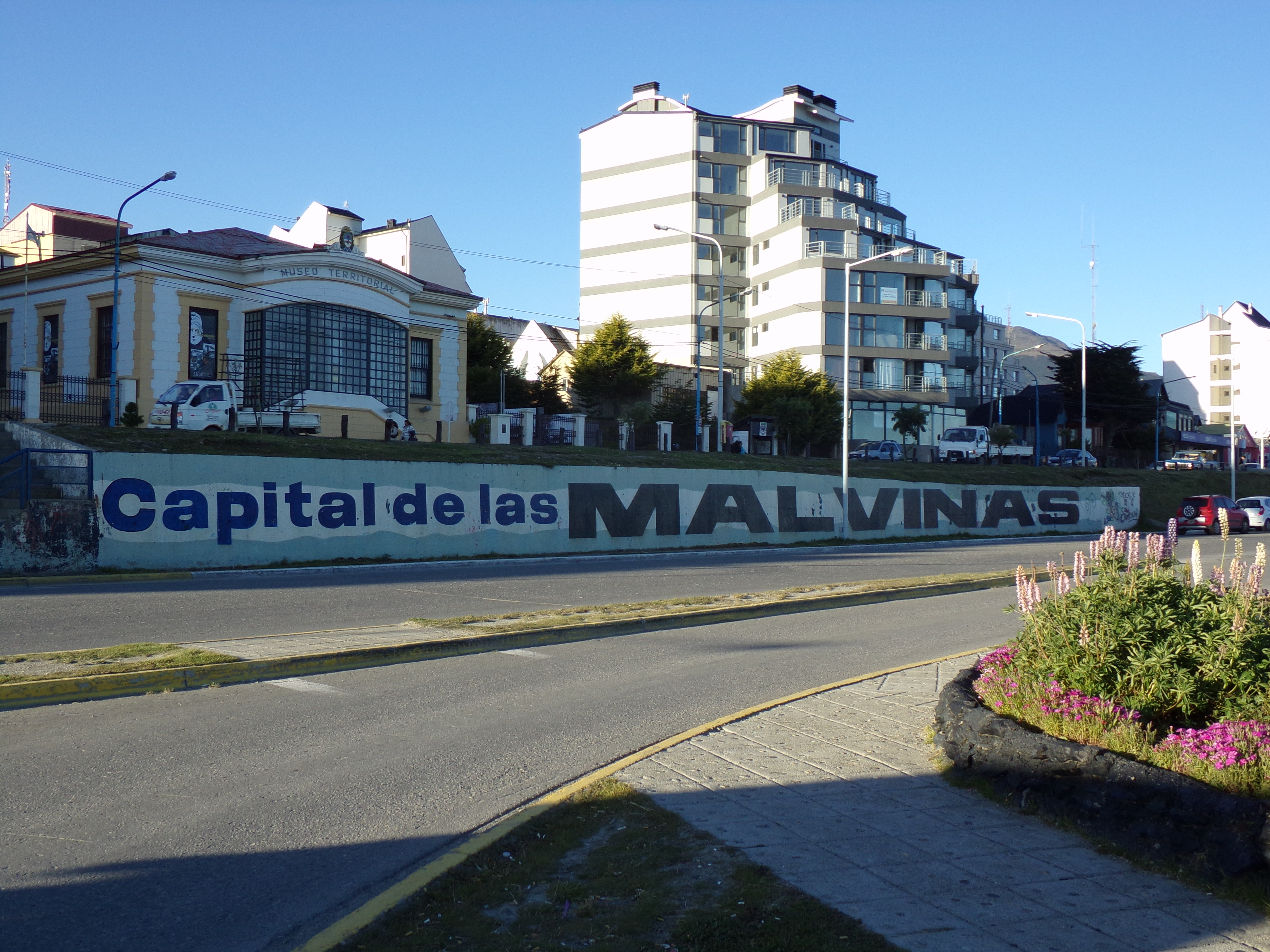
Pintura mural em Ushuaia.

Islas del Atlántico Sur é um departamento da Argentina, localizado na província de Terra do Fogo, Antártida e Ilhas do Atlântico Sul.
Esse departamento seria composto pelos arquipélagos britânicos reclamados pela Argentina. Seria composto pelas Ilhas Malvinas e pelas Ilhas Geórgia do Sul e Sandwich do Sul.